# IceOne Racing Team
L'IceOne Racing Team è una scuderia di proprietà del pilota finlandese Kimi Räikkönen che partecipa al campionato mondiale di motocross, nella categoria MXGP

## Motocross
Durante il 2011 l'attività del team è stata successivamente allargata al settore motociclistico con la partecipazione al campionato mondiale di motocross. Tale impegno con le due ruote diventa esclusivo dal 2012. Dalla stagione 2016 il team viene rinominato in Rockstar Energy Husqvarna Factory Racing, restando di proprietà del finlandese Kimi Räikkönen.
IceOne Racing Team debutterà nel 2022 in MXGP come team ufficiale della Kawasaki. Il team di Kimi Räikkönen, di cui lui stesso ne sarà team principal, andrà a sostituire il team francese MX Esca, ed avrà come piloti il vice campione 2021 Romain Febvre, e Ben Watson.

## L'origine nei rally

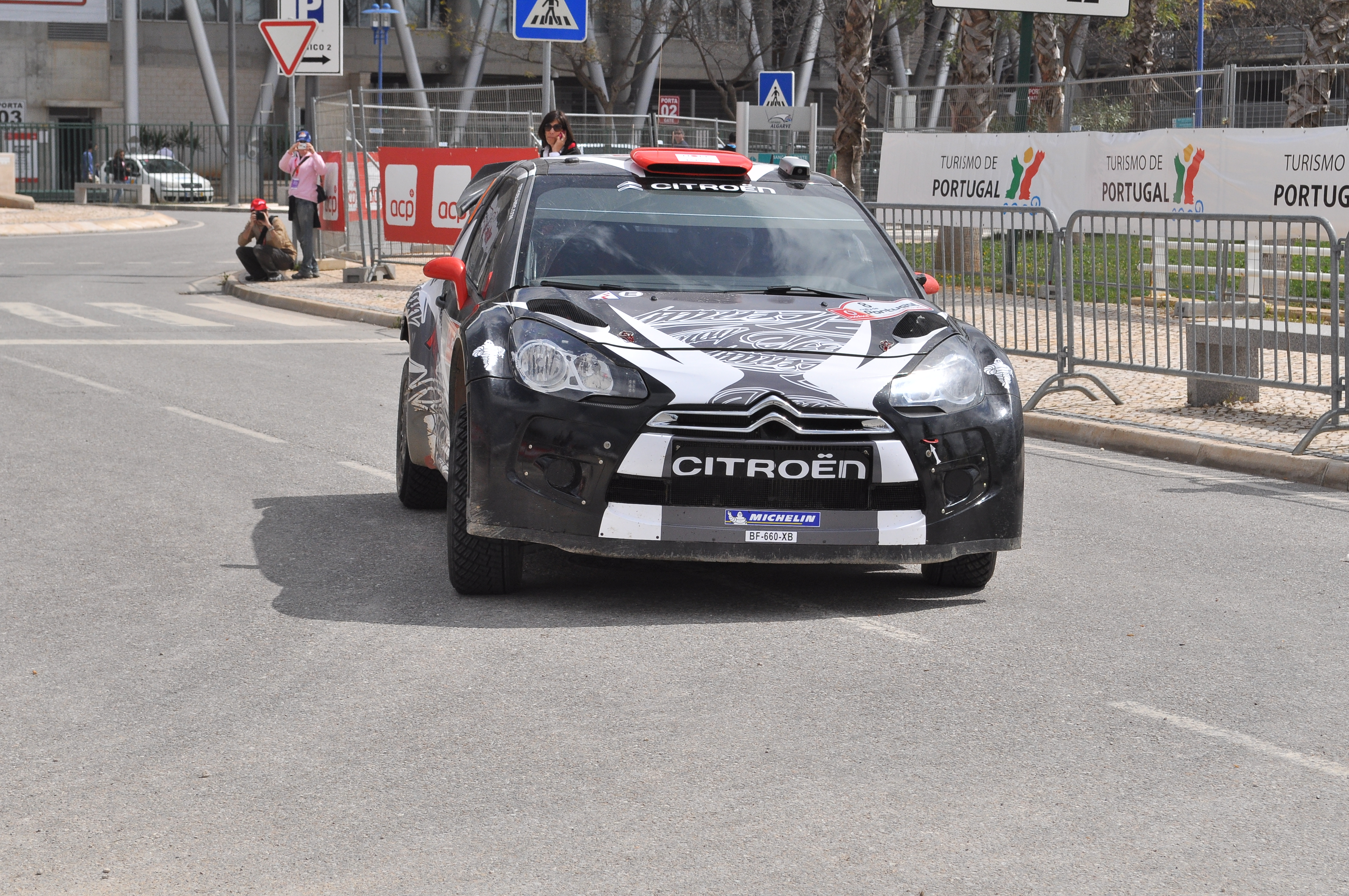
Kimi Räikkönen nel Rally del Portogallo 2011.

Le origini della scuderia sono con le quattro ruote: infatti l'ICE 1 Racing nasce nel 2011 per partecipare al campionato mondiale rally. Fondato da Kimi Räikkönen e Benoit Nogier, seguito dalla struttura ufficiale Citroën Racing, al momento dell'iscrizione al mondiale era previsto che avrebbe avuto diritto a raccogliere i punti per la classifica costruttori; non avendo però preso parte ad almeno due prove extra europee durante l'anno, è stato escluso dalla classifica relativa.

In quell'occasione Räikkönen ha guidato una Citroën DS3 WRC, conquistando piazzamenti che gli valsero il decimo posto nella classifica piloti

### Risultati WRC
| Anno | Vettura         | Piloti         |   |  |   |   |  |  |   |   |   |  |     |     |     | Punti | Posizione |
| ---- | --------------- | -------------- | - |  | - | - |  |  | - | - | - |  | --- | --- | --- | ----- | --------- |
| 2011 | Citroën DS3 WRC | Kimi Räikkönen | 8 |  | 7 | 6 |  |  | 7 | 9 | 6 |  | Rit | Rit | Rit | SQ†   | SQ†       |

† Escluso dalla classifica costruttori dopo aver rinunciato al Rally d'Australia poiché appartenendo al gruppo WRC, sarebbe stato tenuto a partecipare ad almeno due rally extraeuropei. Non essendocene altri nel resto della stagione ed essendocene stato uno solo in precedenza (il rally di Giordania), il team è stato escluso dopo che non è stato in grado di rimpiazzare l'assenza di Räikkönen.